# 旧神户联合教会
旧神户联合教会（日语：／ Kyū Kōbe Yunion Kyōkaidō）是日本兵库县神户市中央区生田町的一座历史建筑。1999年指定为日本国家登録有形文化財。

## 沿革
该建筑原为外侨教堂，建于1929年，由美国建筑师威廉·梅里尔·沃瑞斯設計。1995年阪神大地震中受损。历史悠久的德国面包店Heinrich Freundlieb将其买下，重新装修後，改为咖啡馆。

## 圖片

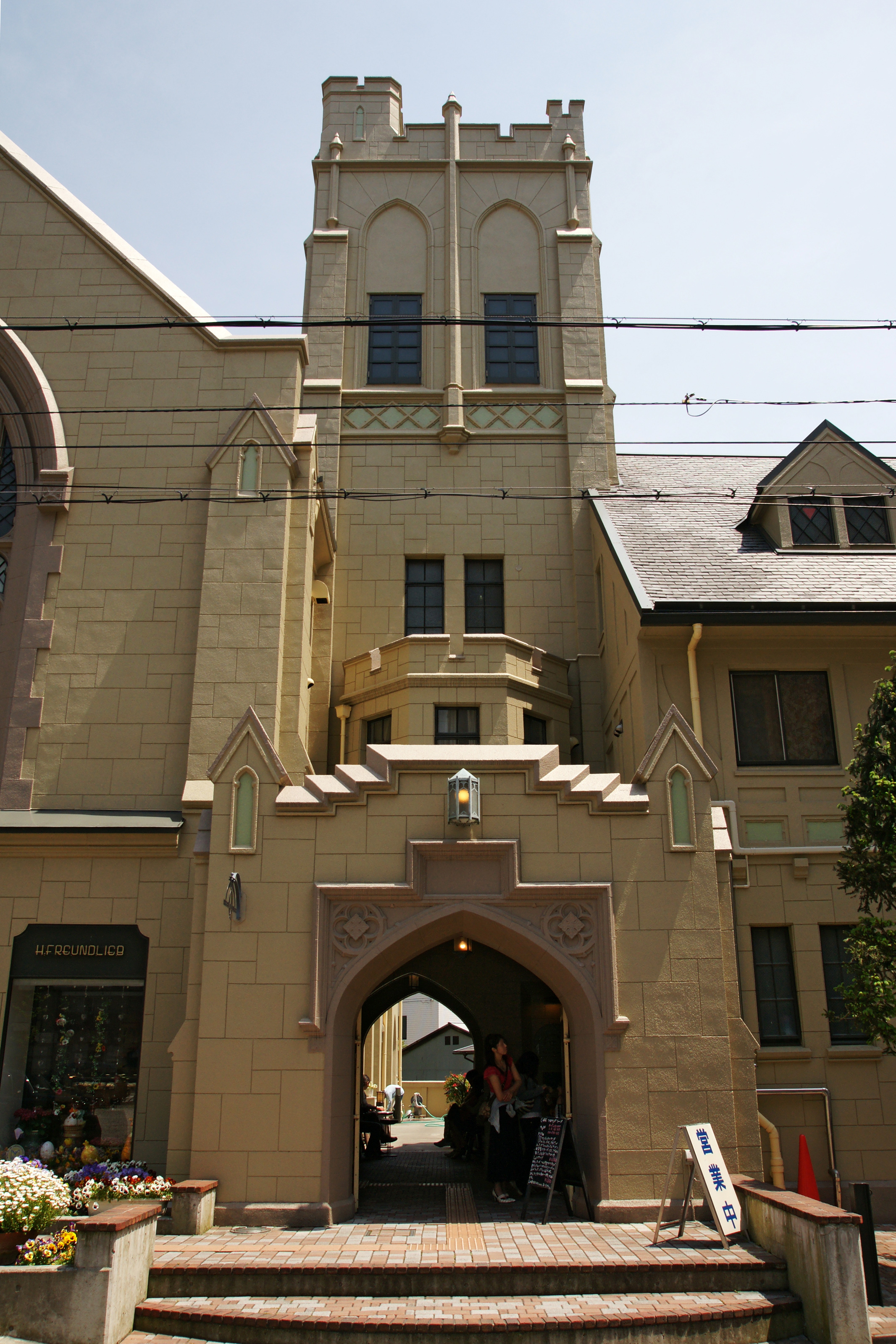
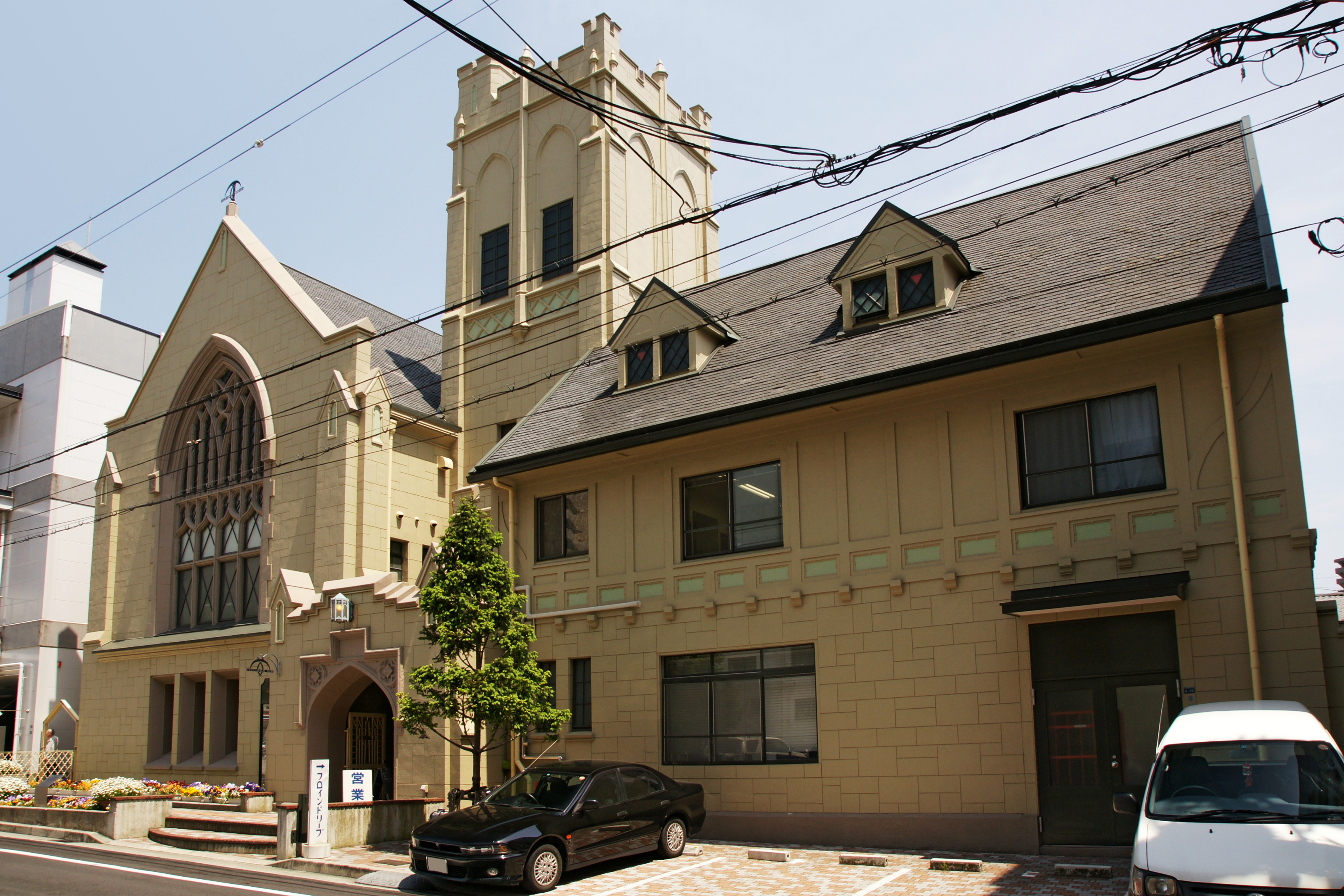
東側外観
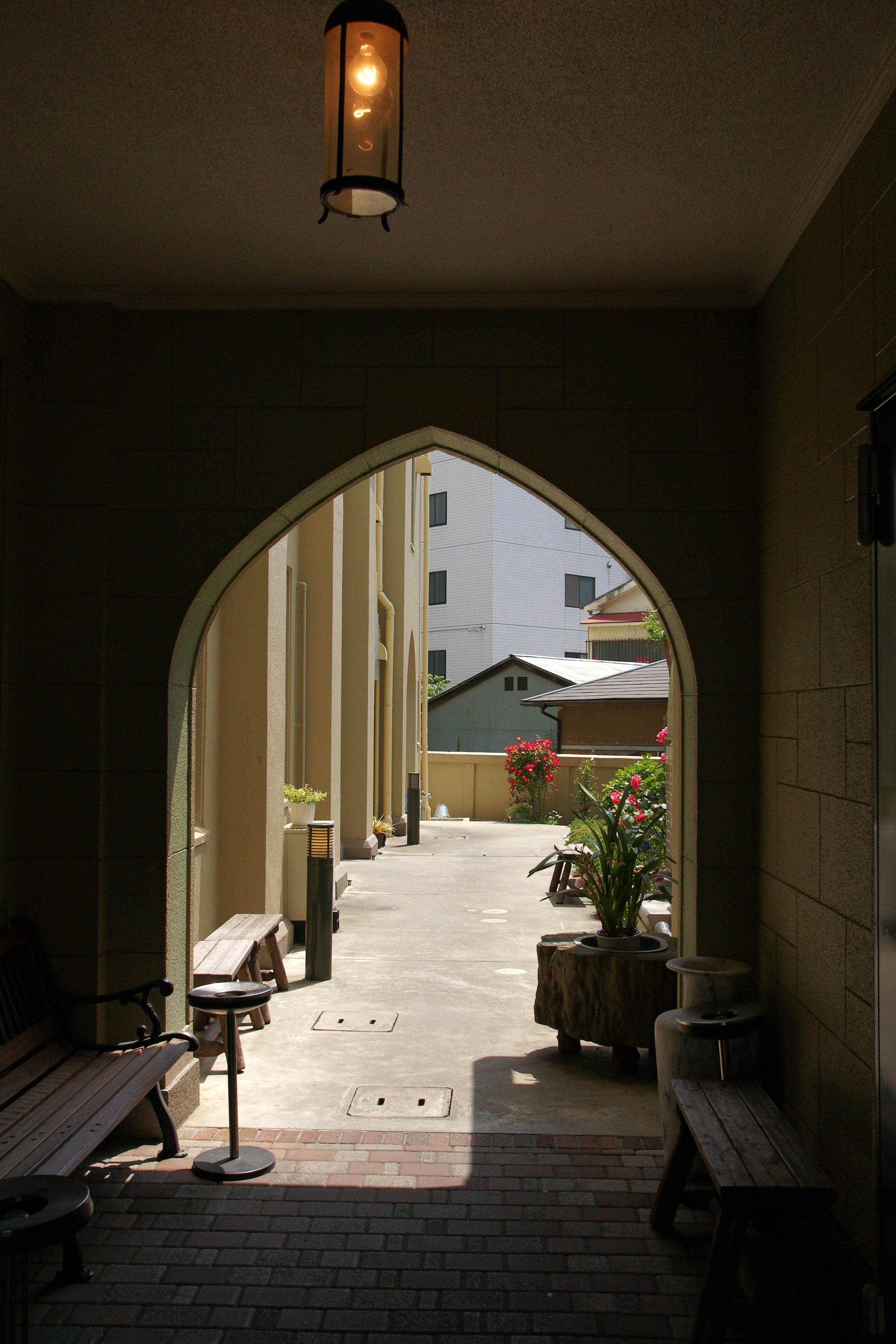
中庭
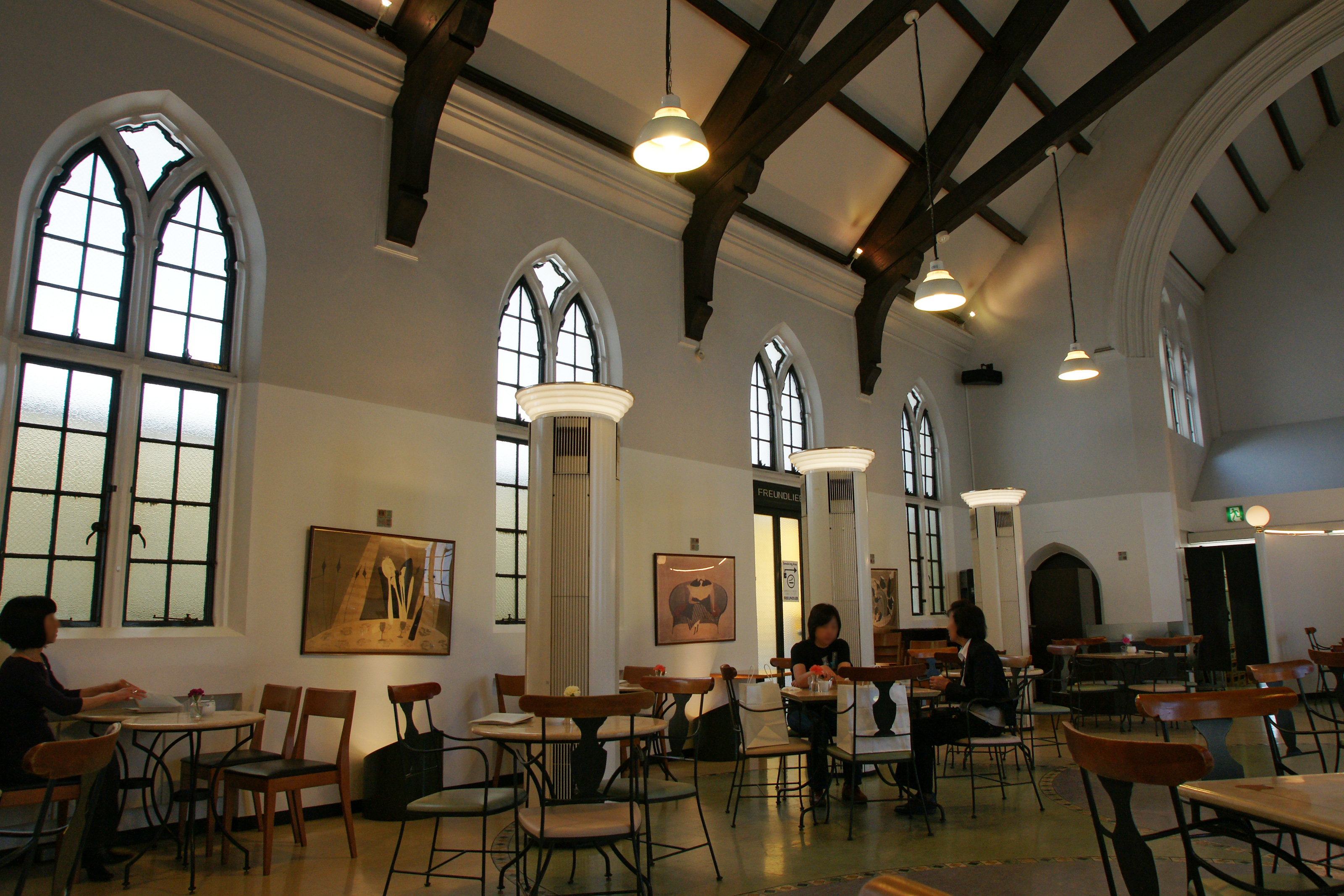
旧聖堂内部